# MASAHIKO KONDO 10TH ANNIVERSARY 1990 MK-1 MATCHY YAON
『MASAHIKO KONDO 10TH ANNIVERSARY 1990 MK-1 MATCHY YAON』は、近藤真彦のライブ・ビデオ。

## 概要
収録年月：1990年7月21・22日、日比谷野外音楽堂。
2021年4月時点で未DVD化。

## 収録曲
1. Ho Ho Ho・・・
2. あぁ，グッと
3. Made in Japan
4. 大将
5. いいかげん
6. Kicks
7. 本気さBaby
8. 気ままにWORKIN'
9. アンダルシアに憧れて
10. メドレー
  1. スニーカーぶる～す
  2. ヨコハマ・チーク
  3. ふられてBANZAI
  4. ギンギラギンにさりげなく
  5. 一番野郎
  6. 純情物語
  7. ハイティーン・ブギ
11. DON'T YOU KNOW?
12. 12月、風のバラッド
13. HIPS
14. Baby Rose
15. せつなくてヘッドライト